# Kraskovo
Kraskovo (bis 1927 slowakisch auch „Kraskov“; ungarisch Karaszkó – bis 1902 Kraszkó) ist eine kleine Gemeinde in der südlichen Mittelslowakei nördlich von Rimavská Sobota.

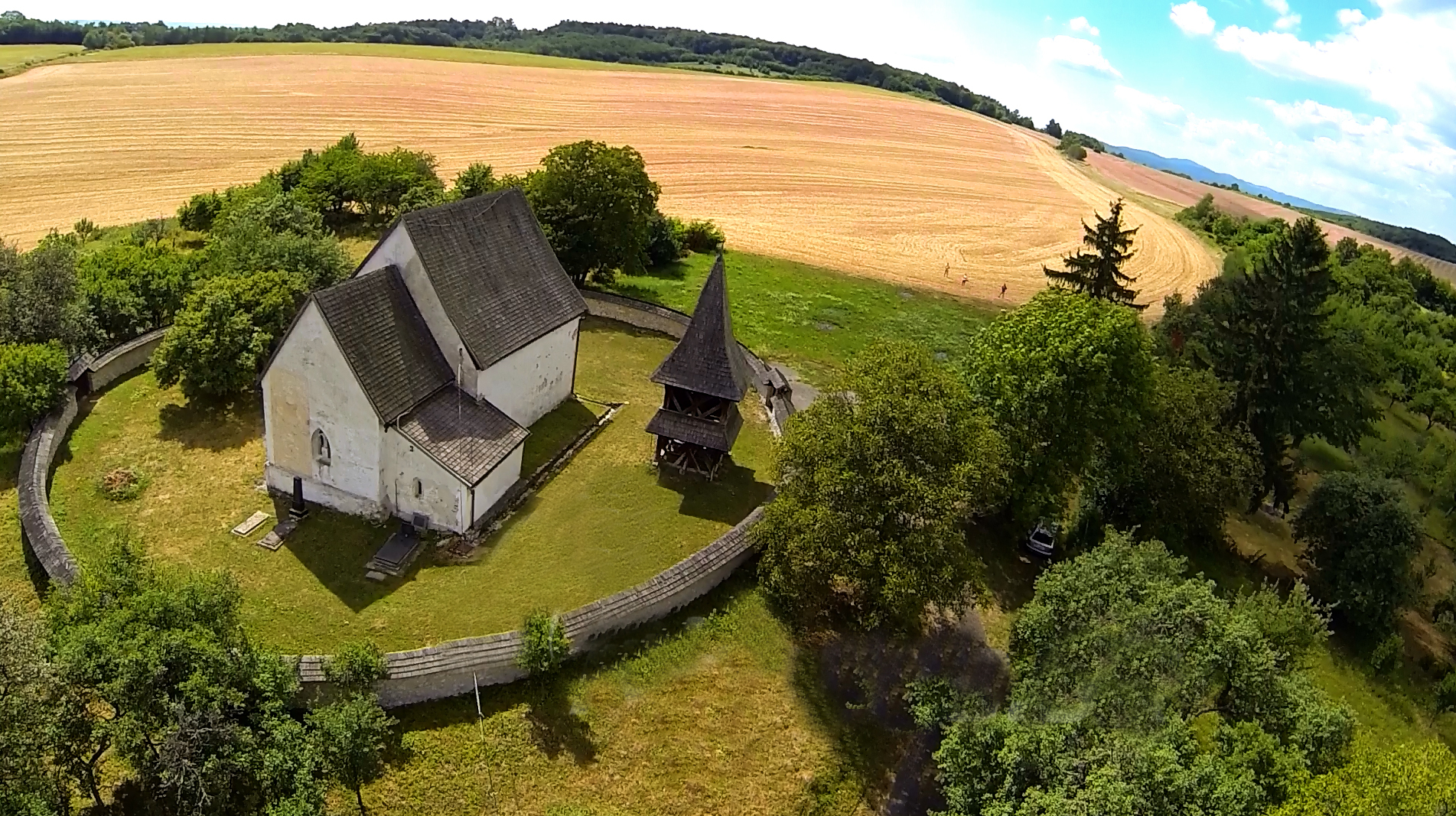
Kirche der Dreifaltigkeit

Sie liegt in den Bergen des Slowakischen Erzgebirges und wurde 1334 zum ersten Mal schriftlich als Karazkou erwähnt.
Bis 1918 gehörte die Gemeinde im Komitat Gemer und Kleinhont zum Königreich Ungarn und kam dann zur neu entstandenen Tschechoslowakei.

## Bevölkerung
| Jahr                | 1994 | 2004     | 2014    | 2024     |
| ------------------- | ---- | -------- | ------- | -------- |
| Anzahl der Personen | 194  | 136      | 147     | 112      |
| Unterschied         |      | −29,89 % | +8,08 % | −23,80 % |

| Jahr                | 2023 | 2024    |
| ------------------- | ---- | ------- |
| Anzahl der Personen | 121  | 112     |
| Unterschied         |      | −7,43 % |